# کرولپا-لوبشوتس
کرولپا-لوبشوتس (به آلمانی: Crölpa-Löbschütz) یک منطقهٔ مسکونی در آلمان است که در ناومبورگ واقع شده‌است.
 کرولپا-لوبشوتس  ۵۴۶ نفر جمعیت دارد.